# Université agronomique de Chine
L’université agronomique de Chine ((zh); en abrégé 农大/Nóngdà) est une université à Pékin, République populaire de Chine spécialisée en agronomie, biologie, ingénierie, médecine vétérinaire, économie, gestion, sciences humaines et sciences sociales. Elle a été créée en 1995 par la fusion de l'Université agricole de Beijing et de l'Université d'ingénierie agricole de Beijing. À l'heure actuelle, l'université compte environ 12 500 étudiants de premier cycle et 7 000 étudiants des cycles supérieurs. Cette université est la première institution en Chine pour les études agronomiques.

## Facultés et collèges
- Collège d'agronomie
- Collège d'horticulture
- Collège de protection des plantes
- Collège des sciences biologiques
- Collège de technologie et science animale
- Collège de médecine vétérinaire
- Collège de science des aliments et d'ingénierie anutritionnelle
- Collège des ressources et sciences de l'environnement
- Collège de l'information et d'ingeniérie électrique
- Collège d'ingénierie
- Collège de conservation des eaux et de génie civil
- Collège des sciences
- Collège d'économie et de gestion
- Collège des humanités et du développement
- Collège international de Pékin
- École de formation continue
- Département de l'éducation artistique et physique
- Département d'éducation idéologique

- Académie Yantai de l'université agronomique de Chine (Campus Yantai)
- Université de la construction de Pékin